# Chotynský rajón
Chotynský rajón (ukrajinsky Хотинський район) je bývalý rajón v Černovické oblasti na Ukrajině. Hlavním městem byl Chotyn a rajón měl přibližně 62 tisíc obyvatel. 

## Sídla v rajónu
- Chotyn